# 로보캅 3
《로보캅 3》(영어: RoboCop 3)은 미국에서 제작된 프레드 덱커 감독의 1993년 SF, 액션, 범죄 영화이다. 《로보캅》 시리즈의 세 번째 영화이다. 로버트 존 버크 등이 주연으로 출연하였고 패트릭 크로울리가 제작에 참여하였다.
《로보캅 3》는 두 씬 이상에 디지털 디지털 모핑을 사용한 최초의 영화이다.
이 영화는 제작비는 2200만 달러였으나 전 세계적으로 1000만 달러의 수익만을 거둬들이면서 박스오피스에서 실패했으며 《로보캅》 시리즈 중 가장 이익이 적은 영화가 되었다.

## 줄거리
머지 않은 미래. 거대 기업 OCP는 결국 디트로이트를 파산시켜 인수하는 데 성공하지만, 그 과정에서 회사의 재정도 악화되어 일본의 가네미쓰사(社)에 인수되었다. 가네미쓰사는 OCP의 전 CEO의 염원이기도 했던 델타 시티 건설에 박차를 가하도록 압박한다. 그러나 OCP의 계획은 디트로이트 경찰청의 소극적인 협조와 시민들의 저항으로 인해 지지부진한 상태다. OCP 도시 재건팀의 수장 폴 맥대깃은 빈민가인 캐딜락하이츠 주민들에게 퇴거를 명하고 강제로 이들을 이끌어 내지만, 주민들은 스스로 저항군을 꾸려 이들에게 격렬하게 저항한다. 캐딜락하이츠에 살던 천재 소녀 니코 또한 재건팀의 횡포에 의해 부모님을 잃고 저항군에 합류한다.
한편 계속해서 치안 유지에 힘을 쓰고 있는 로보캅은 순찰 중 니코를 마주치고 자신의 과거를 떠올리며 감정적 동요를 겪는다. 로보캅을 수리하던 OCP 소속의 마리 라저러스 박사는 상사로부터 로보캅의 감정을 삭제하라는 지시를 받지만 이를 무시한다. 이후 로보캅은 파트너인 루이스 경관과 함께 저항군의 은거지인 교회를 찾아갔다가, 저항군을 발본색원하려 찾아온 맥대깃의 재건팀과 마주친다. 로보캅과 루이스가 그들을 막아서자 맥대깃은 가차 없이 사격을 가했고, 내재된 네 번째 원칙 때문에 OCP 소속 인물을 공격할 수 없었던 로보캅은 제대로 반격하지 못한다. 다행히 저항군은 도주에 성공하지만, 루이스가 그만 사살되고 만다. 니코가 로보캅을 저항군에 합류시키지만, 로보캅은 너무 심하게 파손되어 제대로 활약하기 힘들었다. 로보캅은 맥대깃의 조작에 의해 루이스의 살해범으로 알려지지만, 라저러스 박사는 그를 믿지 않고 OCP를 나와 저항군에 합류하여 로보캅을 수리하고 네 번째 원칙을 삭제해준다.
마침내 회복된 로보캅은, '재건팀을 잡아달라'는 루이스의 유언을 받들어 독자적으로 움직이기 시작한다. 재건팀 본부를 불사르고, 은거해 있던 맥대깃을 찾아낸다. 하지만 맥대깃은 이미 저항군에서 나온 배반자로부터 저항군의 근거지에 대한 정보를 얻은 뒤, 비열한 수를 써 로보캅을 따돌리고 도주한다. 맥대깃은 재건팀을 이끌고 저항군의 아지트를 급습해 저항군 리더 버사를 비롯해 대부분을 사살한다. 라저러스도 포로로 잡히지만, 니코는 간신히 탈출시키는 데 성공한다. 곧 니코는 OCP 본사에 감금된 라저러스와 만난다. 그리고 OCP의 횡포를 고발하고 시민들의 봉기를 유도하는 방송을 내보낸다.
맥대깃은 디트로이트 경찰청의 협력을 얻어 캐딜락하이츠를 완전히 진압하려 하지만 경찰들은 리드 서장의 주도 아래 지시를 거부하고 모두 사임한다. 그러자 맥대깃은 대신 펑크족 범죄자들을 회유해 다음날 아침 강제 진압에 나선다. 경찰들이 저항군의 편에 서고, 시가지 교전이 벌어진다. 그러나 재건팀의 병기의 힘에 저항군 측이 열세에 처한다. 그 무렵, 로보캅은 가네미쓰사에서 파견한 안드로이드 '오토모'를 처단한 다음, 신형 무기인 제트 분사기를 장착하고 캐딜락하이츠로 향한다. 로보캅의 활약으로 재건팀의 병기가 무력화되고 저항군이 승리를 거둔다.
로보캅은 그 직후 OCP 본사로 가 맥대깃을 직접 처단하려 하지만, 오토모 두 대가 그를 막아선다. 하지만 니코의 활약으로 오토모는 서로 공격하여 자폭하고, 맥대깃은 그 폭발에 휘말려 OCP 본사 건물과 함께 폭사한다. 이후 다시 저항군과 함께 전쟁 피해를 복구하던 로보캅 일행 앞에 가네미쓰의 오너가 등장한다. 가네미쓰 오너는 OCP CEO를 즉시 해고하고 디트로이트에서 떠날 것을 지시한 뒤 로보캅에게 경의를 표하며 고개를 숙인다.

## 출연
- 로버트 존 버크 - 알렉스 머피 / 로보캅
- 낸시 앨런 - 앤 루이스
- 질 헤네시 - 마리 라저러스
- 레미 라이언 - 니코 핼러런
- 립 톤 - CEO
- 존 캐슬 - 폴 맥대깃
- 브루스 록 - 오토모
- 조디 롱 - 게이코 핼러런
- 존 포지 - 데이비드 핼러런
- 마코 이와마쓰 - 가네미쓰
- 펠턴 페리 - 도널드 존슨
- 로버트 도퀴 - 워런 리드 경사
- 브래들리 휫퍼드 - 제프 플렉
- CCH 파운더 - 버사
- 대니얼 본 바겐 - 모레노
- 스탠리 앤더슨 - 잭
- 스티븐 루트 - 쿤츠
- 에바 러루 캘러핸 - 데비 딕스
- S. D. 네메스 - 빅스비 스나이더
- 마리오 마차도 - 케이시 웡
- 제프 갈린 - 도넛 저크
- 리 애런버그 - 홀드업 맨

## 한국판 성우진

### MBC (1997년 2월 7일)
- 신성호 - 로보캅 (로버트 존 버크)
- 성유진 - 루이스 (낸시 알렌)
- 한상혁
- 박태호
- 전국근
- 홍승옥
- 이성
- 권혁수
- 이종오
- 최상기
- 안장혁
- 최원형
- 박조호
- 전수빈
- 김영선
- 김호성
- 박소라
- 엄태국
- 엄현정
- 윤성혜
- 이철용
- 정남
- 최석필

### KBS (1999년 9월 18일)
- 이규화 - 로보캅(로버트 존 버크)
- 임은정 - 앤 루이스(낸시 알렌)
- 김병관 - 옴니 사장(립 톤)
- 설영범 - 폴 맥다겟(존 캐슬)
- 이현선 - 마리 래자러스(질 헤네시)
- 정옥주 - 버타(CCH 파운더)
- 유민석 - 도널드 존슨(펠튼 페리)
- 탁원제 - 모레노(대니얼 본 바겐)
- 문영래 - 자크(스탠리 앤더슨)
- 유제상 - 경찰(존 네시)
- 문관일 - 워렌 리드 경사(로버트 도퀴) / 강도(리 아렌버그)
- 김수중 - 폴의 부관(저드슨 본)
- 오인성 - 제프 플렉(브래들리 휫퍼드) / 도넬리(셰인 블랙)
- 이선 - 닉코(레미 라이언)
- 김영진 - 쿤츠(스티븐 루트)
- 정훈석 - 운전사(제임스 로린즈)

## 기타
- 공동제작: 제인 바텔름
- 미술: 힐다 스탁
- 의상: 하 뉴엔